# Derry Scherhant
Derry Lionel Scherhant (Berlino, 10 novembre 2002) è un calciatore tedesco, attaccante dell'Hertha Berlino. Dal 1 luglio 2025 giocherà nel Friburgo

## Carriera
Cresciuto nel settore giovanile dell'Hertha Berlino, il 17 giugno 2022 firma il suo primo contratto professionistico con la Vecchia Signora, valido fino al 2025. Il 13 agosto successivo ha esordito in prima squadra, in occasione dell'incontro di Bundesliga pareggiato per 1-1 contro l'Eintracht Francoforte, subentrando a Chidera Ejuke al 58'.

## Statistiche

### Presenze e reti nei club
Statistiche aggiornate al 4 febbraio 2023.
| Stagione        | Squadra           | Campionato      | Campionato | Campionato | Coppe nazionali | Coppe nazionali | Coppe nazionali | Coppe continentali | Coppe continentali | Coppe continentali | Altre coppe | Altre coppe | Altre coppe | Totale | Totale |
| Stagione        | Squadra           | Comp            | Pres       | Reti       | Comp            | Pres            | Reti            | Comp               | Pres               | Reti               | Comp        | Pres        | Reti        | Pres   | Reti   |
| --------------- | ----------------- | --------------- | ---------- | ---------- | --------------- | --------------- | --------------- | ------------------ | ------------------ | ------------------ | ----------- | ----------- | ----------- | ------ | ------ |
| 2021-2022       | Hertha Berlino II | RL              | 34         | 16         |                 | -               | -               |                    | -                  | -                  |             | -           | -           | 34     | 16     |
| 2022-2023       | Hertha Berlino II | RL              | 9          | 4          |                 | -               | -               |                    | -                  | -                  |             | -           | -           | 9      | 4      |
| 2022-2023       | Hertha Berlino    | BL              | 5          | 0          | CG              | 0               | 0               |                    | -                  | -                  |             | -           | -           | 5      | 0      |
| Totale carriera | Totale carriera   | Totale carriera | 48         | 20         |                 | 0               | 0               |                    | -                  | -                  |             | -           | -           | 48     | 20     |